# Lu Minjia
Lu Minjia (née le 29 décembre 1992 dans le Zhejiang) est une athlète chinoise, spécialiste du saut en longueur.

## Carrière
Le 23 octobre 2009, à seulement 16 ans, elle bat le record national cadets en 6,74 m à Jinan.
En juin 2015, elle remporte le titre de championne d'Asie à Wuhan.

## Palmarès
| Date | Compétition                  | Lieu       | Résultat | Épreuve   | Marque  |
| ---- | ---------------------------- | ---------- | -------- | --------- | ------- |
| 2009 | Championnats du monde cadets | Bressanone | 1re      | Longueur  | 6,22 m  |
| 2010 | Championnats d'Asie juniors  | Hanoi      | 1re      | Longueur  | 6,47 m  |
| 2010 | Championnats d'Asie juniors  | Hanoi      | 2e       | 4 x 100 m | 45 s 87 |
| 2010 | Jeux asiatiques              | Guangzhou  | 6e       | Longueur  | 6,36 m  |
| 2011 | Championnats d'Asie          | Kobe       | 2e       | Longueur  | 6,52 m  |
| 2012 | Championnats d'Asie en salle | Hangzhou   | 1re      | Longueur  | 6,33 m  |
| 2014 | Coupe continentale           | Marrakech  | 7e       | Longueur  | 6,14 m  |
| 2014 | Jeux asiatiques              | Incheon    | 6e       | Longueur  | 6,28 m  |
| 2015 | Championnats d'Asie          | Wuhan      | 1re      | Longueur  | 6,52 m  |
| 2016 | Championnats d'Asie en salle | Doha       | 6e       | Longueur  | 6,09 m  |
| 2018 | Jeux asiatiques              | Jakarta    | 4e       | Longueur  | 6,50 m  |
| 2019 | Championnats d'Asie          | Doha       | 1re      | Longueur  | 6,38 m  |

## Records
| Épreuve          | Épreuve   | Performance | Lieu    | Date            |
| ---------------- | --------- | ----------- | ------- | --------------- |
| Saut en longueur | Plein air | 6,74 m      | Jinan   | 23 octobre 2009 |
| Saut en longueur | En salle  | 6,58 m      | Nanjing | 22 février 2011 |